# فقها (لیبی)
فقها (عربی: الفقهاء) یک منطقهٔ مسکونی در لیبی است که در استان جفره واقع شده‌است.